# Radics Jenő
Radics Jenő (Bilke, 1889. január 27. – Budapest, 1951. szeptember 19.) szabad bölcsész, zeneszerző, dalszövegíró. Apja Radics Mihály kántortanító; anyja Prommer Veronika.

## Tevékenysége
Mintegy száz dalszövegéből néhányat maga zenésített meg. Az esküvődön én is ott leszek című dala, melyet Pongor Ilona és Szepes Károly házasságkötésére írt, az 1930-as években nagy sláger volt.
Feltalálta a világórát, melyet 1911-ben szabadalmaztatott.

## Sikeresnótái
- A férfi mind ördögfajzat; Zene : ÁTS TIVADAR  ISWC T-007.010.415-2
- A ligeti kispadon; Zene : BALÁZS GYULA
- A világon nincs gazdagabb; KÁRPÁT ZOLTÁN
- Az esküvődön én is ott leszek; Zene és Szöveg : RADICS JENŐ ISWC T-007.008.547-0
- Azt hazudom a világnak; Zene : JOLSVAY VILMOS ISWC T-007.031.787-1
- Bolond aki szerelmes; Zene : SZERDAHELYI JÁNOS : Sz : BAKAY ZSUZSA - RADICS JENŐ T-007.009.249-7
- Csendes holdas nyári este; Zene: Bereczky József: ISWC   T-007.278.726-8
- Én még mindig gondolok magára; Zene és szöveg: Radics Jenő: ISWC  T-007.126.577-4
- Debreceni leány valamennyi zsivány; Zene : BALÁZS GYULA
- Rászállott a holló a jegenyefára; zene Torday Borbély Pál T-007.008.548-1
- Hirbe hozták Katit; Zene : JOLSVAY VILMOS : Sz : MIKLÓS LIVIA ISWC T-007.005.348-3
- Mézeskalács szív; Zene : WACHUTKA FERENC ISWC T-007.126.578-5
- Olyan jó néha egyedül lenni; Zene : BALÁZS GYULA
- Piciny piros mézeskalács szívet küldöttem; szöveg: Wachutka Ferenc ISWC T-007.126.579-6
- Tudom én, hogy bolond; Zene és szöveg: Radics Jenő ISWC T-007.126.576-3
- Valakit szeretni; Zene : JOLSVAY VILMOS